# Graciela Letelier
Margarita Laura Graciela Letelier Velasco (Santiago, 15 de diciembre de 1901-Santiago, 4 de septiembre de 1969) fue una ama de casa chilena, primera dama de la Nación como segunda cónyuge del general y presidente de Chile Carlos Ibáñez del Campo.

## Primeros años de vida

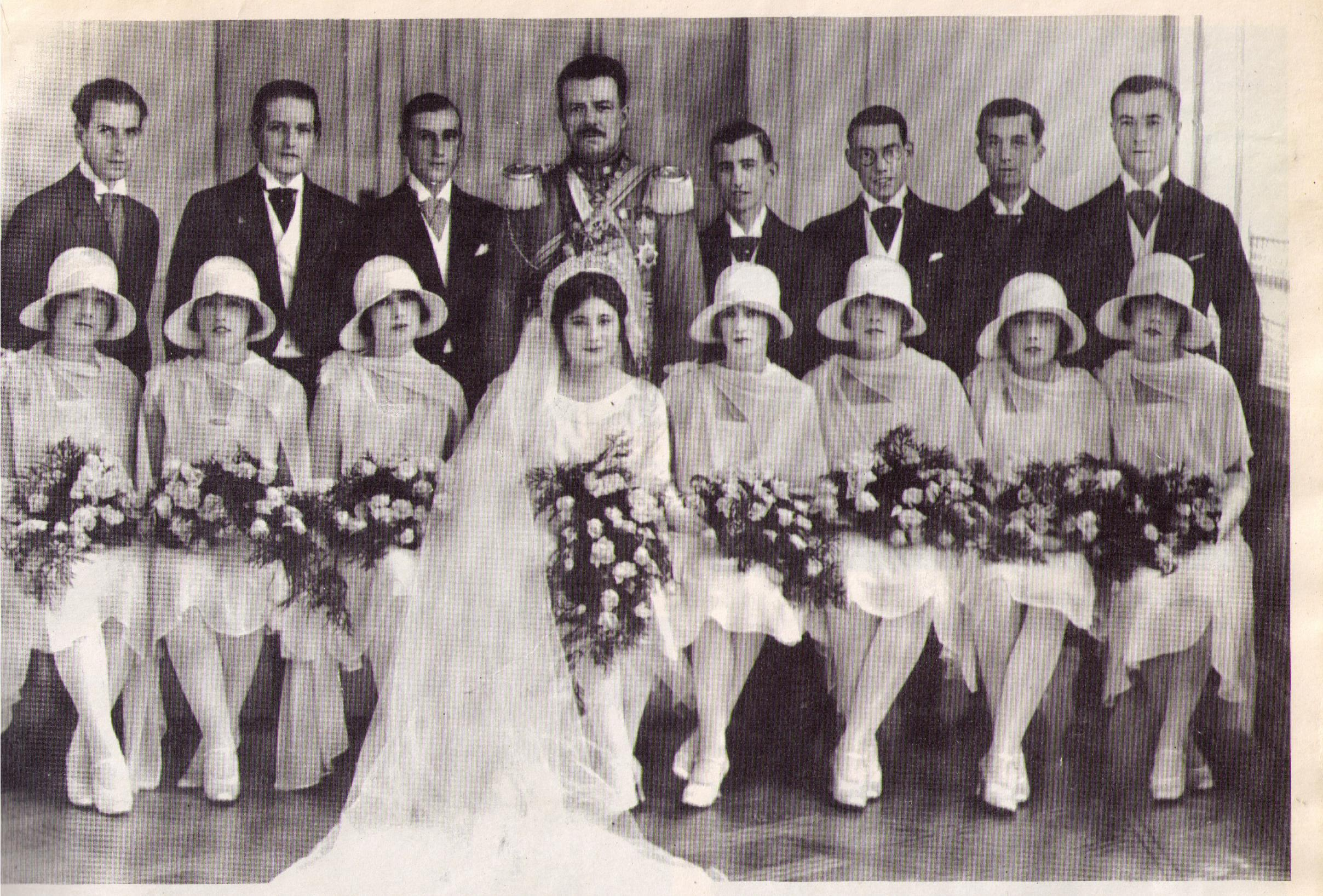
Matrimonio de Carlos Ibáñez del Campo con Graciela Letelier Velasco, 1927

Fue la última hija del matrimonio formado por Ricardo Letelier Silva y Margarita Velasco Urzúa. Entre sus hermanos estaba el conocido corredor de rodeo Gil Letelier.

### Matrimonio e hijos
En Santiago, conoció a Carlos Ibáñez del Campo, con quien se casó el 3 de diciembre de 1927, convirtiéndose en la segunda esposa del presidente.
Al casarse en pleno periodo de presidencia de su esposo, se convirtió inmediatamente en primera dama, acompañando a su esposo durante sus dos periodos presidenciales: entre 1927 y 1931, y entre 1952 y 1958.
De su matrimonio con el general Ibáñez nacieron cuatro hijos: Margarita, Ricardo, Nieves y Gloria.

## Labor como primera dama
En 1929, impulsó la construcción del Palacio de Cerro Castillo en Viña del Mar, la residencia de descanso de los presidentes de Chile.
Murió en Santiago el 4 de septiembre de 1969, a los 67 años.

## Honores
En su honor, se fundó una escuela primaria en Linares con su nombre Escuela Básica F-482 Graciela Letelier Velasco. También existe una Escuela Particular con su nombre en La Cisterna.